# 허리케인 매슈

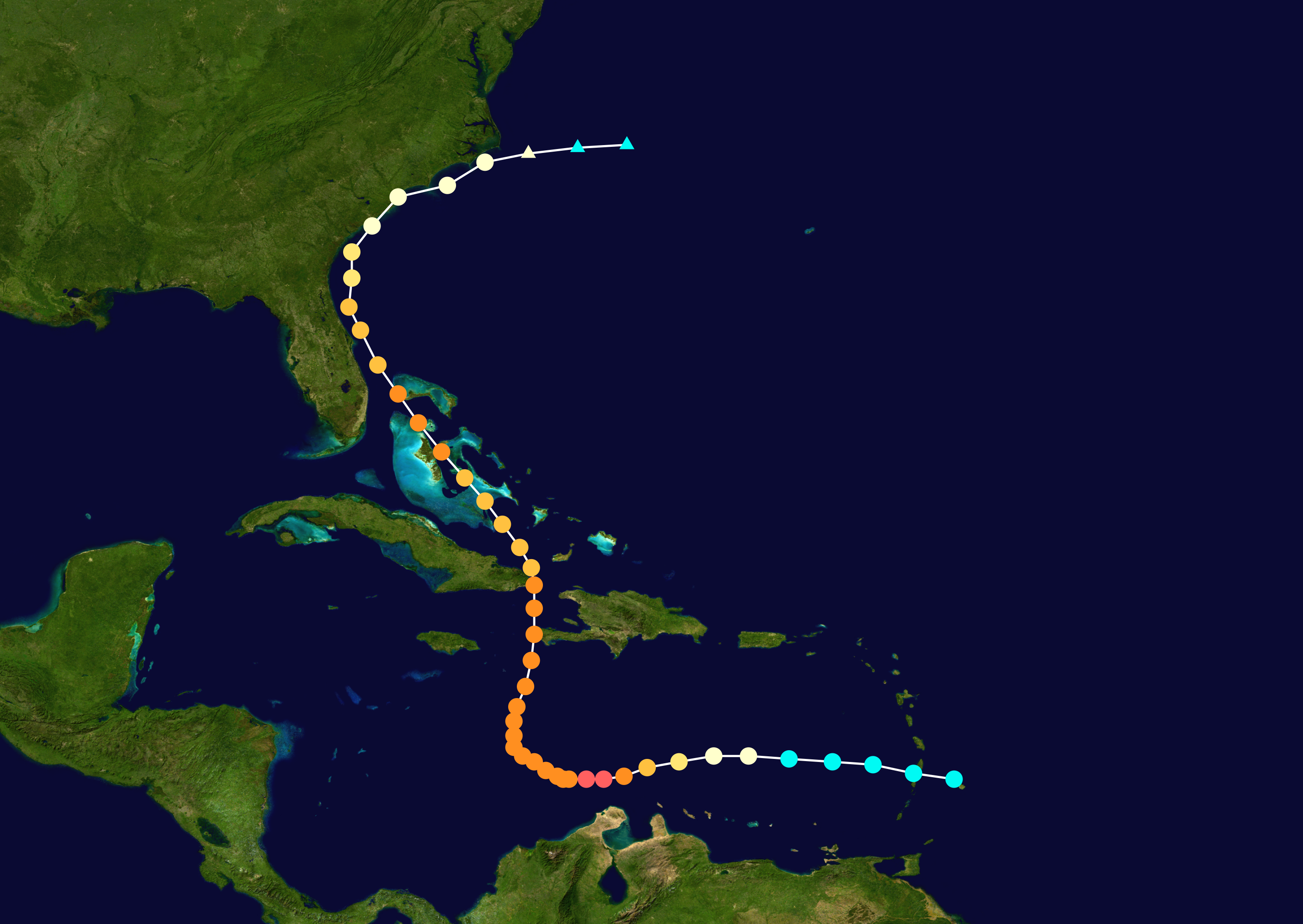
허리케인 매슈의 이동 경로

허리케인 매슈(영어: Hurricane Matthew)는 2016년 9월 말부터 10월 초까지 대서양에서 활동한 열대 저기압이다. 매슈는 사피어-심프슨 허리케인 등급상 2007년 허리케인 필릭스 이후 생성된 가장 강력한 5등급 허리케인이다.

## 전개
2016년 9월 22일 아프리카 해안 쪽에서 이동한 열대 기류로부터 발달하기 시작해, 9월 28일 리워드 제도 동쪽에서 열대 폭풍으로 발전하였고, 다음 날 제도 서쪽에서 허리케인이 되었다. 이후 순식간에 1분 최대 풍속 140kt의 초강력 5등급 허리케인으로 급성장하여, 아이티, 자메이카, 쿠바, 도미니카 공화국, 바하마 등을 강타하였다. 허리케인 매슈로 인해, 아이티에서만 발생한 877명의 사망자를 포함하여 피해 국가들에서 최소 889명이 사망하였다. 매슈가 10월 6일에서 7일 사이 미국 플로리다주 일대에 상륙할 것으로 예상되자, 버락 오바마 미 대통령은 해당 지역에 비상사태를 선포하였다. 매슈는 7일 중심 풍속 최대 220km(4급)로 플로리다주 동부와 중부를 강타했고, 조지아 주로 북상했다. 8일 사우스캐롤라이나 주를 거쳐, 10일 열대성 저기압으로 약화된 뒤 대서양으로 빠져나갔다.

## 피해

### 아이티
허리케인 매슈는 10월 4일 시속 230km의 강풍을 동반하며 아이티에 상륙했다. 외신들은 매슈가 아이티를 강타해 완전히 초토화됐다고 보도하면서, 건물이 성냥갑처럼 무너져 내리고 도심 곳곳이 물에 잠겼다고 전했다. 또한 서부 대부분의 지역에서 전기와 수도, 전화마저 끊겨 사실상 마비 상태가 되었다고 전해졌다. 공식적으로 집계된 사망자 수는 8일 기준으로 300여명이나, 로이터 통신은 지역 정부 관계자를 인용해 현재까지 877명이 숨졌으며 무너진 집과 산, 거리에서 시신이 추가로 발견되고 있어 사망자가 더 늘어날 전망이라고 보도했다.
유엔은 100만 명 이상이 타격을 입었으며 이중 최소 3분의 1이 인도적 지원을 절실히 필요로 하는 상황이라고 발표했다. 미국 국제개발처(USAID)는 항공기를 동원하여 물자 공수 작업을 시작했고, 미국 해군은 신형 상륙함 메사베르데호를 아이티로 급파했다. 메사베르데호의 지원 규모는 해병대원 300명과 CH-53 중무장 헬기 및 불도저, 그리고 생수, 의약품, 기저귀, 응급용품 등의 지원물자이다. 독일 정부도 피해 복구에 700만 달러(약 79억원)를 지원하겠다고 약속했다.
남서부 아이티 지역에서 수자원 및 위생시설이 파괴되어 콜레라가 발생해 13명이 사망한 것으로 확인되었다.

### 카리브 해 국가
콜롬비아에서는 카리브해 연안 지역을 중심으로 최소 18,000 여명이 피해 범위에 들어갔고 1명이 사망했다. 도미니카 공화국에서도 최소 36,500명이 긴급 대피하고 4명이 숨졌다. 6일 오후에는 바하마 제도에 상륙하여 남부와 동부 해안가를 중심으로 홍수가 발생하고 주택가 지붕이 강풍에 날아가기도 했다. 쿠바에서는 130만 여명이 대피하고 최소 주택 30채가 홍수 피해를 입었다.

### 미국
미국 동남부 지역에 상륙한 매슈로 인해, 43명이 숨지고 수백만명이 대피하였다.

## 같이 보기
- 허리케인 토마스